# Diego de Egües y Beaumont
Diego de Egües y Beaumont (Siviglia, 16 agosto 1608 – Santa Fé de Bogotá, 25 dicembre 1664) è stato un militare e politico spagnolo, che dal 1662 al 1664 fu governatore e capitano generale del Vicereame della Nuova Granada.

## Biografia
Nacque a Siviglia il 16 agosto 1608, figlio primogenito di Martín de Egües e Beaumont e Jiménez del Vayo e di Juana  Verdugo de la Cueva.
Nel corso della sua infanzia fu paggio del re Filippo IV di Spagna (5 giugno 1624), e accompagnò poi suo padre quando quest'ultimo venne designato presidente della Real Audiencia de Charcas in Perù, e dopo la sua morte fu nominato dal Viceré  del Perù Luis Jerónimo de Cabrera Conte de Chinchón Corregidor e capitano di guerra di Oropeza e della valle di Cochabamba. Verso il termine del suo mandato prestò servizio per un mese come capitano di fanteria nel Tercio del maestro di campo don Sebastian de Corcuera in occasione della minaccia portata dalla flotta della Repubblica delle Sette Province Unite al porto di El Callao.  Prestò poi servizio nella Real Armada de la Guardia della Carreras da India e poi come governatore di una compagnia di archibugieri di detta marina su nomina del generale Carlos de Ibarra y Barresi visconte di Centenera e continuò la sua carriera militare come capitano di mare e di guerra.
Nell'agosto del 1638 partecipò allo scontro tra la Flota de Tierra Firme spagnola, al comando di Carlos de Ibarra y Barresi, e una squadra olandese al comando dell'ammiraglio Cornelius Jolls, avvenuta lungo la rotta tra Cartagena de Indias e l'Avana. Imbarcato sulla Almiranta di don Pedro de Ursua, si distinse particolarmente nello scontro, tanto da venire promosso generale capitano di galeone.
Arrivato in Catalogna come capitano del Tercio de galeones, partecipò all'assedio di Salsas, e al seguito di don Juan de Austria a quello di Gerona. Entrato successivamente nella Armada del Mar Océano partecipò, con il grado di Almirante, alla spedizione di don Francisco Díaz Pimienta (4 aprile 1648), che con i galeoni Salvador del Mundo  e Nuestra Señora de la Concepción trasferì nel Regno di Napoli e in Sicilia della fanteria dalla Andalusia, e poi ritornò a Corte, con il titolo onorifico di Estratutor di Messina, per ordine dei Giovanni d'Austria (20 gennaio 1649), di cui divenne uno dei maggiordomi. Cavaliere dell'Ordine di Santiago, sovrintendente generale delle galee spagnole nel porto di Santa María (5 agosto 1650), in sostituzione di don Luis de Oyanguren.
Comandante della Armada del Mar Océano per più di quattordici mesi (6 settembre 1651 - 24 novembre 1652) in assenza di Melchor Fernández de la Cueva y Enríquez de Cabrera duca di Albuquerque, dopodiché si recò a Barcellona per ricoprire il ruolo di sovrintendente generale (14 aprile 1653). Almirante generale della Flota de Nueva España il 7 aprile 1652, nel 1653 iniziò il suo viaggio di ritorno in Spagna, interrotto dalle gravi ferite da lui riportate in un duello notturno tenutosi a Cuba contro il nuovo governatore di Santiago de Cuba, Bartolomé de Osuna. Osuna era arrivato a l'Avana su un galeone della flotta di don Pablo de Contreras per succedere nella carica a don Pedro de la Roca Borja. Il combattimento venne da lui vinto, anche se gli ci volle più di un anno per guarire, e terminò con la morte dell'avversario. Il 10 marzo 1656 partì nuovamente al comando della Flota de Nueva España, e di questo viaggio redasse una interessante relazione tecnica.
Al suo ritorno in Spagna (dicembre 1656) con la Flota de Tierra Firme, nel marzo del 1657 approdò nelle Isole Canarie dove subì una pesante sconfitta per mano dell'ammiraglio inglese Robert Blake nella battaglia di Santa Cruz de Tenerife nell'aprile dello stesso anno, ma riuscì a far sbarcare il tesoro trasportato dalle sue navi prima dell'attacco, anche se esso non  anche se non sarebbe partito per la Spagna per quasi un anno.
Il 10 settembre 1658 gli fu conferito un incarico presso il Consiglio e la Ragioneria del Tesoro, subito dopo aver lasciato il suo incarico di sovrintendente generale delle galee di Spagna (14 settembre), entrando in servizio il giorno 19 dello stesso mese. Tre anni dopo, il 12 giugno 1661, fu nominato governatore e capitano generale del Vicereame della Nuova Granada e presidente della sua Real Audiencia (12 giugno 1661) e si imbarcò per la sua destinazione, dietro licenza richiesta (28 luglio 1661) in compagnia di nove servitori e due mesi dopo giunse al porto di Cartagena da Indias (30 settembre 1661). 
Assumendo la carica il 2 febbraio dell'anno seguente, e nello svolgimento del suo incarico incoraggiò le missioni cattoliche tra gli indigeni páez e le tribù di Los llanos della provincia di Pamplona, nell'attuale Colombia. Nel 1663 gli indios charguajes e tamas assaltarono la città di Mocoa e "distrussero tutte le croci che trovarono". In Santa Fé de Bogotá, con l'aiuto del síndico Francisco de Caldas Barboza, inaugurò la prima macelleria pubblica, terminò l'edificazione della torre e l'atrio della Cattedrale dell'Immacolata Concezione e fece costruire i ponti sui fiumi San Agustín, San Francisco e Funza. Si spense il 25 dicembre 1664, nel corso delle sue funzioni, dopo alcuni giorni di infermità. Durante i 18 mesi seguenti il governo fu diretto dalla Audiencia, presieduta dal giudice decano Francisco de Leyva.

### Annotazioni
1. ↑  Per nascita era imparentato con le Case reali di Francia, Inghilterra e Spagna.

### Fonti
1. 1 2 3 4  Biografias.
2. ↑  Duro 1892, p. 8.
3. ↑  Duro 1892, p. 9.
4. 1 2 3 4 5  Duro 1892, p. 10.
5. 1 2  Duro 1892, p. 11.
6. ↑  Goodman 2002, p. 216.
7. 1 2  Plaza 1850, p. 254.
8. 1 2 3  Pezuela 1868, p. 102.
9. ↑  Duro 1892, p. 12.
10. ↑  Duro 1892, p. 14.
11. ↑  Duro 1892, p. 18.
12. ↑  Jones 1998, p. 114.
13. 1 2  Plaza 1850, p. 255.
14. ↑  Duro 1892, p. 19.